# 少年吔，安啦！
《少年吔，安啦！》是一部1992年上映的台灣黑幫電影，由徐小明編導，侯孝賢監製。本片在法國坎城影展「導演雙週」中，首部成為閉幕影片的台灣電影。另外，本片是首度使用杜比立體聲（Dolby Stereo）系統製作的台灣電影。國家影視聽文化中心「影迷許願修復清單」第一名。2022年，本片完成4K修復版，於金馬奇幻影展世界首映，並在全台上映。

## 概述
故事劇情描寫1990年代的台灣在經濟成長的影響下，呈現出迅速增長的青少年暴力問題。整個舞臺從雲林縣北港鎮朝天宮轉移到台北市萬華區西門町取景，淳樸鄉鎮對比出繁華都市景象，隱喻人心糜爛與價值觀念的改變。

## 劇情簡介
無所事事的北港少年阿國與阿兜仔經常在卡拉OK店裡打架鬧事，整日流連於撞球室或在閣樓內吸食毒品，過著頹廢的生活方式。他們的同鄉友人捷哥在台北混出了一點名氣，捷哥因老大被殺而攜女友美美回鄉找阿國和阿兜仔的幫助，計劃找仇家阿文尋仇。
然而，仇家雖被槍殺，捷哥的夥伴神經標卻也中彈不治身亡，兩名平日只會打架嗆聲的少年，初次見識喋血大受震撼，兩人在驚慌失措中離開捷哥，返回北港安頓，但捷哥交給他們的兩把手槍，卻也從此改變了他們的命運。
阿國和阿兜仔手中有了槍，讓他們意氣風發的青春愈發膨脹。在一言不合就開打的衝突之間，他們意外地搶到一批毒品與霰彈槍，卻也捲入黑幫追殺的不歸路，兩人只好逃離北港前往台北尋找捷哥投靠，自此，兩人便開始一路北上，過程中卻不斷與不良份子產生衝突，在五光十色的都市裡，他們享受著快意當前的張狂刺激，卻渾然不知在吞雲吐霧之間，漸漸迷失於紙醉金迷的繁華生活。現實的殘酷來得猝不及防，少年蒙塵的青春已注定提早畫下句點，後來，更成為黑道利益爭鬥下的犧牲品……。

## 人物角色
| 演員     | 角色         | 介紹 |
| 譚至剛   | 小剛／阿兜仔 | 北港少年，16歲。 表面逞兇鬥狠，內心多愁善感。 五官輪廓較深而被稱為阿兜仔（漢字：阿啄仔，臺羅：a-tok-á）。 父母離異後，與父親、妹妹住在舅舅家。媽媽準備接他和妹妹一起去美國。經常為了父親欠債的事與阿狗幫派的黑道分子起衝突。因阿國的姊夫介入處理父親的債務糾紛，而與阿國成為莫逆之交。 |
| 顏正國   | 阿國         | 北港少年，17歲。 個性衝動、講義氣。 父母雙亡，由大姊和姊夫扶養。 與小剛一起在大姊的卡拉OK店幫忙。為了小剛開槍打傷阿財，最後被阿狗幫派的手下報復槍殺身亡。 |
| 高捷     | 小高／捷哥   | 黑道分子。 小剛與阿國的同鄉友人。 在北港時追隨阿海，北上發展後追隨瑞芳的角頭柯老大。柯老大被殺後，回北港撂人為柯老大報仇。 |
| 雷鳴     | 福州佬       | 小剛的父親，嗜賭、懦弱。 誤信芳城設下的土地買賣陷阱而欠下六十萬。每當債主上門討債，總躲起來叫小剛出面應付。離婚之後仍不斷寫信給前妻求復合，得知前妻欲把兒女接到美國，憤而跳樓自殺未遂。                                                                                                |
| 陳松勇   | 勇哥         | 阿國的姊夫。 遊走黑白兩道的警察。 為了讓阿國遠離北港的壞朋友， 想把阿國送到埔里阿國的三姊家。 |
| 魏筱惠   | 美美         | 小高的女友。深愛著小高。 擔心小高的安危，拿了小高的車鑰匙反鎖在房裡，不讓小高去救小剛與阿國。 |
| 張以涵   | 小琪         | 小高和美美的朋友。 台北都會女性。PUB老闆娘。 接待北上逃亡的小剛與阿國。 |
| 柯受良   | 柯老大       | 瑞芳的角頭老大。小高的大哥。 被表兄弟阿文出賣槍殺身亡。 |
| 李興文   | 阿文         | 柯老大的表兄弟。 吃裡扒外殺死柯老大後，在喜宴上被小高爆頭槍擊身亡。 |
|          | 阿海         | 小剛的舅舅。小高在北港的老大。 北港舉足輕重的江湖人物。 入獄服刑中。（電影裡未出現） |
| 林鉅     | 神經標／標哥 | 已金盆洗手的黑道分子。 曾與小高一起追隨阿海，受小高照顧。為了還小高人情，在復仇行動中掩護小高而受重傷不治身亡。 |
| 張世     |              | 黑道分子。 阿狗幫派在北部的同夥。 |
|          | 莫利         | 小高的小弟。 偷聽小高和小剛講電話，向阿狗幫派通風報信小剛與阿國在台北的藏匿地點。 |
| 蔡振南   | 南哥         | 小高在北港的好友。 |
| 王耀     | 阿狗         | 北港的角頭老大。 |
| 張芳城   | 芳城         | 黑道分子。阿狗的親戚。 福州佬的債主。 |
| 游安順   | 阿財         | 阿狗幫派的黑道分子。 芳城的同夥。 |
| 陳淑芳   |              | 小剛的媽媽。（僅出現在劇照） |
| 司馬三三 |              | 阿國的大姊。勇哥的老婆。 卡拉OK店老闆娘。 |
| 田路路   |              | 小剛的舅媽。 |
| 藍詩蘋   | 蘋果         | 小剛的妹妹。 |
| 高東秀   | 阿秀姊       | 小剛的表姊。 |
| 林照雄   | 林議員       | 議員，警局關說者。 |
| 曾超     | 超老大       | 賭場莊家，借五萬元給阿國跑路。 |
| 陳逸凡   | 安王         | 北港少年，阿國吸毒的同夥。 |
| 李天祿   |              | 與阿國一起打撞球的老人。 |
| 矮仔塗   | 塗仔         | 柯老大嫖妓的介紹人。 |
| 林強     |              | PUB歌手。 |
| 羅大佑   |              | PUB歌手。 |
| 太保     |              | PUB客人，在撞球場挑釁阿國。 |
| 張華坤   |              | PUB客人，在撞球場挑釁阿國。 |
| 連碧東   |              | 計程車司機。 因不滿阿國在車上吸毒， 將其行李丟出車外而引發衝突。 |
| 蔡秋鳳   |              | 打麻將的客人 |
| 陳天津   |              | 喜宴主持人。 |
| 鍾文音   |              | 卡拉OK店服務生。 |

## 獎項

### 入圍
第29屆金馬獎
「最佳美術設計獎」：柯振宇
「最佳電影配樂獎」：林強、吳俊霖、BABOO
「最佳電影歌曲獎」：吳俊霖
坎城影展導演雙週閉幕片
東京影展青年導演競賽
芝加哥影展國際影片競賽
溫哥華影展正式入選

### 榮獲
第29屆金馬獎
「最佳錄音獎」：杜篤之、楊靜安
多倫多影展
「特別提及獎」
「國際影評人獎」
第25屆台北電影獎
「最佳海報獎」：陳世川

## 書籍
電影公司為了行銷本片，與作家及出版社合作，推出三本書籍。
| 出版時間  | 書名               | 作者       | 性質         | 出版公司   | ISBN                |
| 1992年6月 | 少年吔，安啦！     | 吳淡如     | 電影改編小說 | 麥田出版社 | ISBN：9789577080028 |
| 1992年6月 | 青春殘酷物語       | 曾淑美     | 社會報導文學 | 皇冠文化   | ISBN：9789573307730 |
| 1992年6月 | 不良少年吔，安啦！ | 心情話憤池 | 漫畫         | 時報文化   | ISBN：9789571304458 |

## 電影OST
描寫社會次文化現象的歌曲風格，造就一群製作原聲音樂的音樂人，捧紅當時沒沒無聞的音樂人伍佰，而電影導演侯孝賢更是難得的首度獻唱歌曲。另外，羅大佑也為這部電影創作了一首插曲，不過沒有收錄在這部電影的原聲帶，反而收錄在〈原鄉〉專輯中。
| 曲目 | 歌曲名稱       | 演唱者       |
| ---- | -------------- | ------------ |
| 1.   | 無聲的所在     | 林強、侯孝賢 |
| 2.   | 點煙           | 吳俊霖       |
| 3.   | 你真正上厲害   | 林強         |
| 4.   | 少年安         | BABOO        |
| 5.   | 夢桃花         | 劉元         |
| 6.   | 少年吔，安啦！ | 吳俊霖       |
| 7.   | 電火柱仔       | BABOO        |
| 8.   | 趕緊來賺錢     | 林強         |
| 9.   | 演奏曲         | BABOO        |
| 10.  | 夢中人         | 侯孝賢       |

## 票房

### 1992年
本片於1992年7月3日-7月17日上映，總票房為7009600元。

### 2022年
數位修復版於2022年7月8日-9月1日上映，首週票房開出近300萬佳績，創下歷來數位修復電影在台上映首週票房紀錄。總票房為9163289元。

## 取景
- 鼻頭漁港
- 鼻頭阿珠老店活海鮮
- 虎尾糖廠線中山路平交道
- 北港中山路
- 鼻頭漁港新興宮
- 北港朝天宮
- Saxy Agogo 舞廳
- 建國南北路
- 可愛大旅社
- 西門町行人徒步區
- 中興橋
- 龍山河濱公園
- 基隆南榮公墓

## 備註
1. ↑  1992年台灣票房 Archive.today的存檔，存档日期2012-07-07，〈台灣電影資料庫〉
2. .   [2016-06-05]. （原始内容存档于2016-03-26）.
3. ↑  .   [2022-07-11]. （原始内容存档于2022-07-18）.
4. ↑  書市流行 電影小說 1992/9/5《民生報》
5. ↑  .   [2022-09-21]. （原始内容存档于2022-09-22）.
6. ↑  .   [2022-09-21]. （原始内容存档于2022-09-22）.

## 外部連結
- 開眼電影網上《少年ㄟ，安啦！》的資料（繁體中文）
- 香港影庫上《少年吔，安啦！》的資料（繁體中文）
- 豆瓣电影上《少年吔，安啦！》的資料 （简体中文）
- 时光网上《少年吔，安啦！》的資料（简体中文）
- AllMovie上《少年吔，安啦！》的资料（英文）
- 爛番茄上《少年吔，安啦！》的資料（英文）
- 互联网电影数据库（IMDb）上《少年吔，安啦！》的资料（英文）
- 少年吔，安啦！（Dust of Angels），〈台灣電影資料庫〉
- 穿越形式與創新為伍的前進者－－徐小明 （页面存档备份，存于）〈台灣電影網〉